# San Martín de Pusa
San Martín de Pusa è un comune spagnolo di 741 abitanti situato nella comunità autonoma di Castiglia-La Mancia.